# John Cummins Edwards
John Cummins Edwards, född 24 juni 1804 i Frankfort i Kentucky, död 14 oktober 1888 i Stockton i Kalifornien, var en amerikansk demokratisk politiker. Han var ledamot av USA:s representanthus 1841–1843 och Missouris guvernör 1844–1848.
Edwards studerade juridik och inledde 1825 sin karriär som advokat i Tennessee. Därifrån flyttade han till Missouri där han tjänstgjorde som delstatens statssekreterare 1830–1835 och 1837. I Cole County var han verksam som domare. År 1841 efterträdde han John Jameson som kongressledamot och lämnade representanthuset efter en mandatperiod.
Edwards efterträdde 1844 Meredith Miles Marmaduke som guvernör och efterträddes 1848 av Austin A. King. Efter sin tid som Missouris guvernör flyttade Edwards till Kalifornien där han år 1851 tjänstgjorde som Stocktons borgmästare.
Edwards avled 1888 och gravsattes på Stockton Rural Cemetery i Stockton.